# Джеремі Тольян
Джеремі Тольян (нім. Jeremy Toljan, нар. 8 серпня 1994, Штутгарт) — німецький футболіст, захисник футбольного клубу «Леванте». 

## Клубна кар'єра
Джеремі народився у Штутгарті в сім'ї афроамериканця і хорватки.

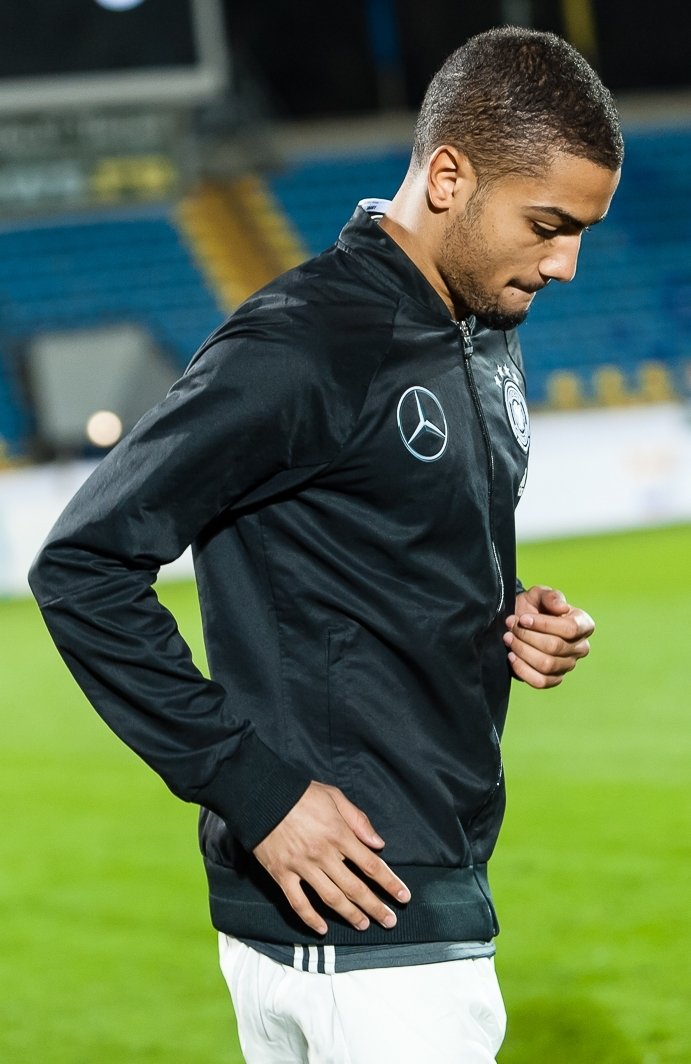
Тольян у складі молодіжної збірної Німеччини

Почав займатися футболом у дитячих командах клубів «Штутгартер Кікерс» та «Штутгарт». У 2011 році він перейшов у футбольну академію клубу «Гоффенгайм 1899» і з сезону 2012/13 став залучатись до матчів другої команди, що грала у Регіоналлізі. 
5 жовтня 2013 року в матчі проти клубу «Майнц 05» (2:2) Джеремі дебютував у Бундеслізі. 17 жовтня 2015 року в поєдинку проти «Вольфсбурга» Джеремі забив свій перший гол за «Гоффенгайм». Протягом чотирьох років відіграв за гоффенгаймський клуб 56 матчів у національному чемпіонаті.
30 серпня 2018 року уклав чотирирічний контракт із дортмундською «Боруссією», за головну команду якої в сезоні 2017/18 провів 16 матчів у Бундеслізі. Протягом першої половини 2019 року грав у Шотландії за «Селтік», а влітку того ж року був орендований італійським «Сассуоло».

## Виступи за збірні
З 2010 року Тольян почав виступати за збірні Німеччини різних віків, хоча у нього була можливість вибрати також збірні США або Хорватії. У її складі став фіналістом юнацького (U-17) Євро-2012.
З 2015 року залучався до складу молодіжної збірної Німеччини. На молодіжному рівні зіграв у 7 офіційних матчах.
2016 року захищав кольори олімпійської збірної Німеччини на Олімпійських іграх 2016 року у Ріо-де-Жанейро.

## Статистика виступів

### Статистика клубних виступів
Станом на 19 серпня 2019 року
| Сезон                           | Команда                         | Чемпіонат                       | Чемпіонат | Чемпіонат | Національний кубок | Національний кубок | Національний кубок | Континентальні кубки | Континентальні кубки | Континентальні кубки | Інші змагання | Інші змагання | Інші змагання | Усього | Усього |
| Сезон                           | Команда                         | Ліга                            | Ігор      | Голів     | Ліга               | Ігор               | Голів              | Ліга                 | Ігор                 | Голів                | Ліга          | Ігор          | Голів         | Ігор   | Голів  |
| ------------------------------- | ------------------------------- | ------------------------------- | --------- | --------- | ------------------ | ------------------ | ------------------ | -------------------- | -------------------- | -------------------- | ------------- | ------------- | ------------- | ------ | ------ |
| 2013–14                         | «Гоффенгайм 1899»               | БЛ                              | 10        | 0         | КН                 | 1                  | 0                  | -                    | -                    | -                    | -             | -             | -             | 11     | 0      |
| 2014–15                         | «Гоффенгайм 1899»               | БЛ                              | 6         | 0         | КН                 | 2                  | 0                  | -                    | -                    | -                    | -             | -             | -             | 8      | 0      |
| 2015–16                         | «Гоффенгайм 1899»               | БЛ                              | 18        | 1         | КН                 | 1                  | 0                  | -                    | -                    | -                    | -             | -             | -             | 19     | 1      |
| 2016–17                         | «Гоффенгайм 1899»               | БЛ                              | 20        | 1         | КН                 | 1                  | 0                  | -                    | -                    | -                    | -             | -             | -             | 21     | 1      |
| серп. 2017                      | «Гоффенгайм 1899»               | БЛ                              | 2         | 0         | КН                 | 1                  | 0                  | ЛЧ                   | 1                    | 0                    | -             | -             | -             | 4      | 0      |
| Усього за «Гоффенгайм 1899»     | Усього за «Гоффенгайм 1899»     | Усього за «Гоффенгайм 1899»     | 56        | 2         |                    | 6                  | 0                  |                      | 1                    | 0                    |               | -             | -             | 63     | 2      |
| вер. 2017–18                    | «Боруссія» (Дортмунд)           | БЛ                              | 16        | 1         | КН                 | 1                  | 0                  | ЛЧ+ЛЧ                | 4+2                  | 0                    | СН            | 0             | 0             | 23     | 1      |
| 2018-січ. 2019                  | «Боруссія» (Дортмунд)           | БЛ                              | 0         | 0         | КН                 | 0                  | 0                  | ЛЧ                   | 0                    | 0                    | -             | -             | -             | 0      | 0      |
| Усього за «Боруссію» (Дортмунд) | Усього за «Боруссію» (Дортмунд) | Усього за «Боруссію» (Дортмунд) | 16        | 1         |                    | 1                  | 0                  |                      | 6                    | 0                    |               | 0             | 0             | 23     | 1      |
| лют.-черв. 2019                 | «Селтік»                        | ПЛ                              | 10        | 0         | КШ+КЛ              | 2+0                | 0                  | ЛЧ+ЛЄ                | 0+2                  | 0                    | -             | -             | -             | 14     | 0      |
| 2019–20                         | «Сассуоло»                      | A                               | 0         | 0         | КІ                 | 1                  | 0                  | -                    | -                    | -                    | -             | -             | -             | 1      | 0      |
| Усього за кар'єру               | Усього за кар'єру               | Усього за кар'єру               | 83        | 3         |                    | 10                 | 0                  |                      | 9                    | 0                    |               | 0             | 0             | 102    | 3      |

## Титули і досягнення
- Чемпіон Шотландії (1):

«Селтік»: 2018–19
- Чемпіон Європи (U-21): 2017

Німеччина (ол.)
- Срібний призер Олімпійських ігор (1): 2016